# Křesín
Křesín je obec v okrese Litoměřice v Ústeckém kraji. Leží asi tři kilometry jihozápadně od Libochovic. Žije v ní 330 obyvatel.

## Historie
Historie obce sahá až do 13. století. První písemná zmínka se datuje k roku 1226. Dle pověstí právě odtud pocházela Božena ("dcera Křesinova"), známá z pověsti o Oldřichovi a Boženě. K jejich prvnímu setkání mělo údajně dojít na nedaleké Peruci, kde jí Oldřich zastihl „prádlo perúcí“. Název obce má hned několik vysvětlení. Může být odvozen ze jmen Křesina či přemyslovský vojevůdce Křesy, ale existuje také hypotéza o odvození jména od křesavých kamínků v řece Ohři.
Za dobu své existence měla obec několik majitelů a pánů. V letech 1415–1564 patřila obec k majetku Zajíců z Hazmburku, dále Lobkoviců ze Zbiroha či Zikmunda Bathoryho a postupně ostatních držitelů panství Libochovice. K významným osobnostem patří Václav Krolmus, první český archeolog a etnograf, Jaroslav Malý, vlastivědný pracovník a kronikář.

## Obyvatelstvo
|                                                        | 1869 | 1880 | 1890 | 1900 | 1910 | 1921 | 1930 | 1950 | 1961 | 1970 | 1980 | 1991 | 2001 | 2011 | 2021 |
| ------------------------------------------------------ | ---- | ---- | ---- | ---- | ---- | ---- | ---- | ---- | ---- | ---- | ---- | ---- | ---- | ---- | ---- |
| Obyvatelé                                              | 391  | 421  | 439  | 400  | 418  | 466  | 458  | 371  | 334  | 311  | 290  | 254  | 221  | 249  | 253  |
| Domy                                                   | 71   | 75   | 77   | 89   | 80   | 82   | 99   | 120  | 146  | 98   | 91   | 119  | 123  | 127  | 126  |
| Data z roku 1961 zahrnují i domy místní části Levousy. |      |      |      |      |      |      |      |      |      |      |      |      |      |      |      |

## Obecní správa

### Části obce
- Křesín
- Levousy

### Obecní symboly
Znak a vlajka byly obci uděleny rozhodnutím předsedkyně Poslanecké sněmovny Parlamentu České republiky dne 9. listopadu 2010.

## Pamětihodnosti
- Kostel svatého Václava z první poloviny 14. století a hřbitov s márnicí. V písemných záznamech se gotický kostel a fara objevuje již roku 1362.
- Klímův mlýn z roku 1908 (nejstarší mlýn je zde doložen již od roku 1362).
- barokní kaple (původně kaple svatého Floriána) z roku 1879
- kamenný kříž z roku 1833

## Osobnosti
- Jaroslav Malý (1903–1941), vlastivědný pracovník a kronikář

## Galerie

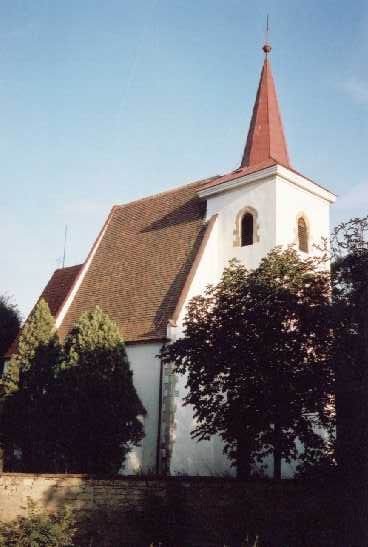
Kostel svatého Václava
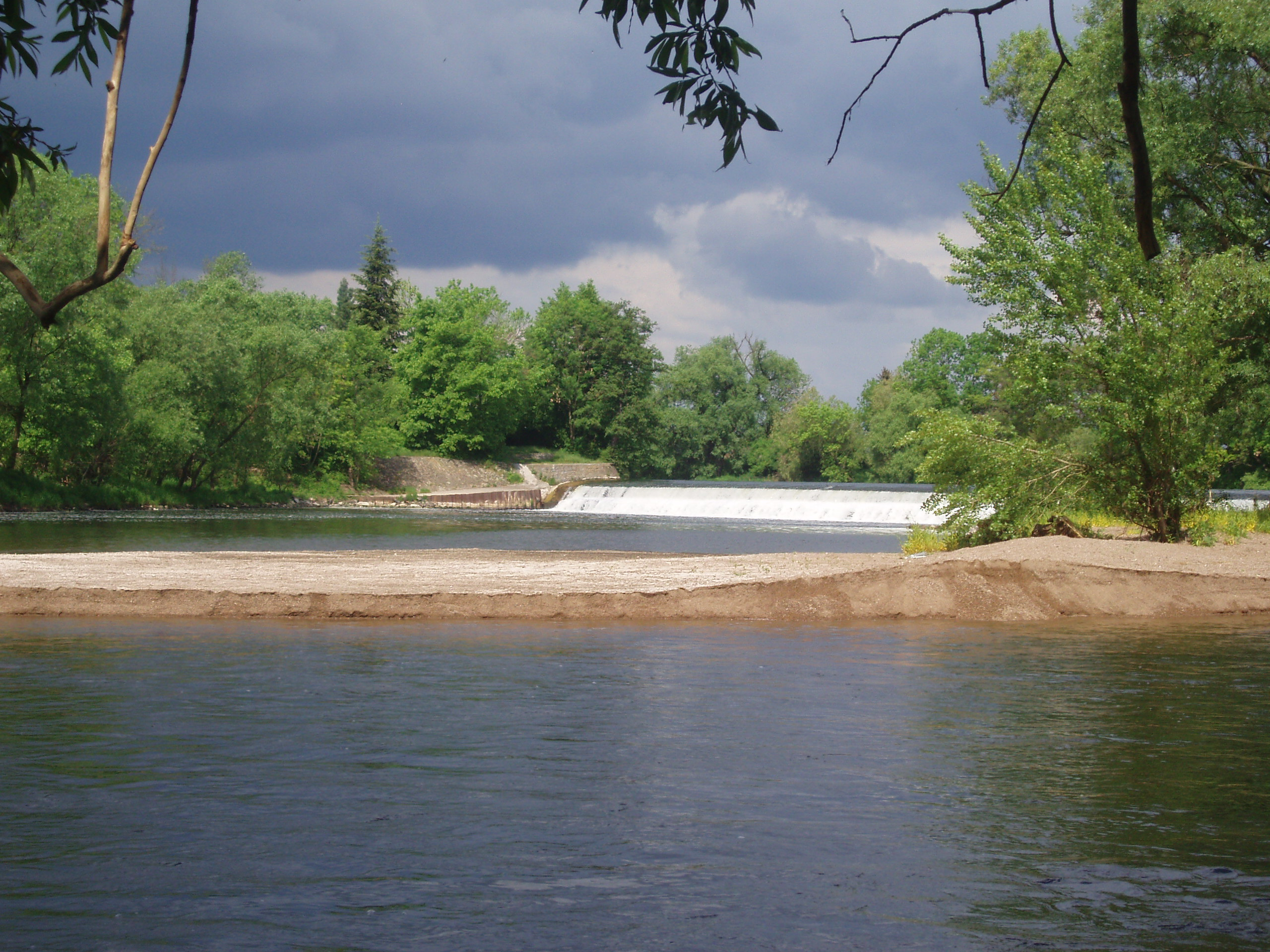
Jez na Ohři v Křesíně